# Sint-Quirinuskapel (Perkiets)

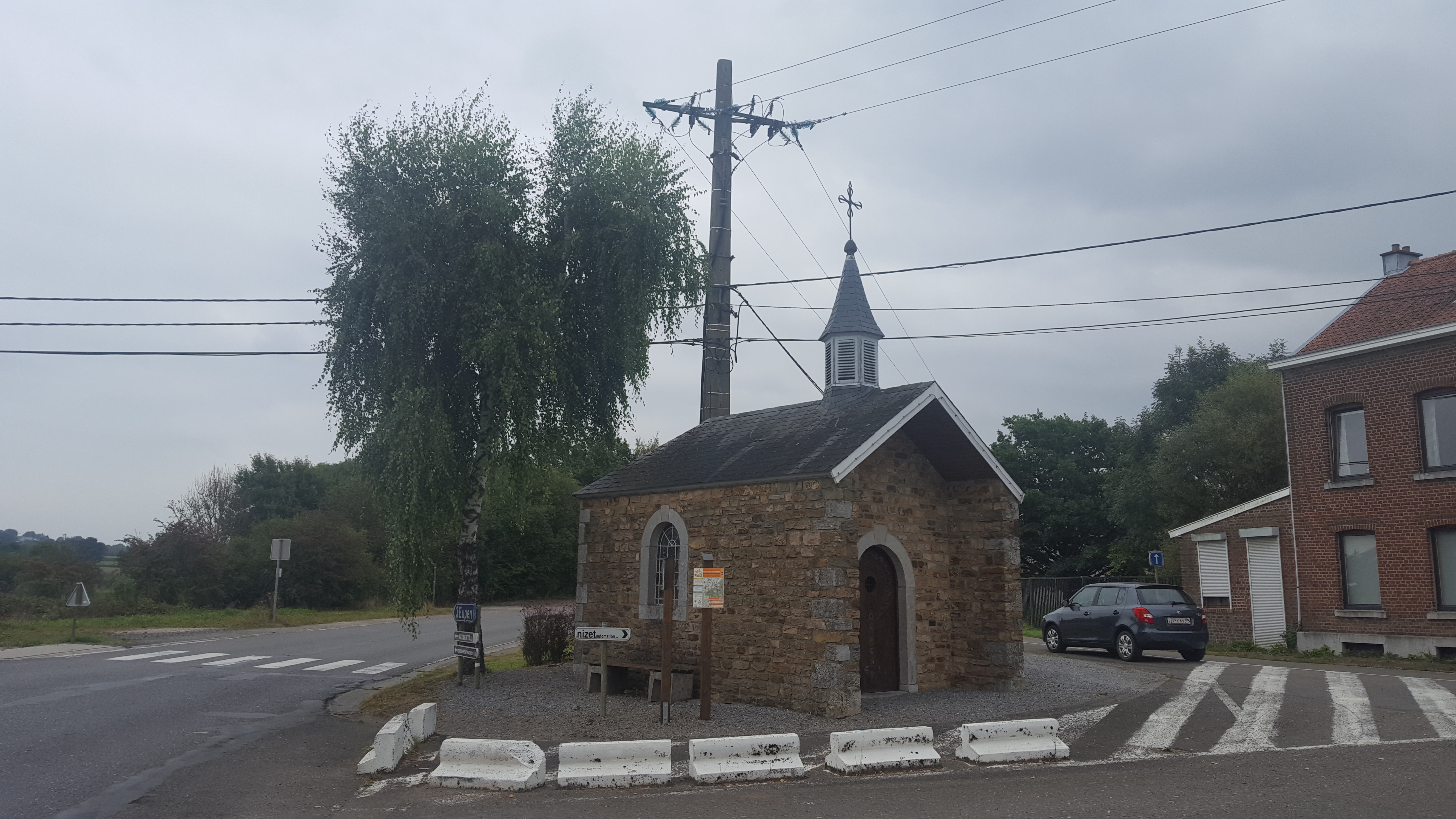
Sint-Quirinuskapel

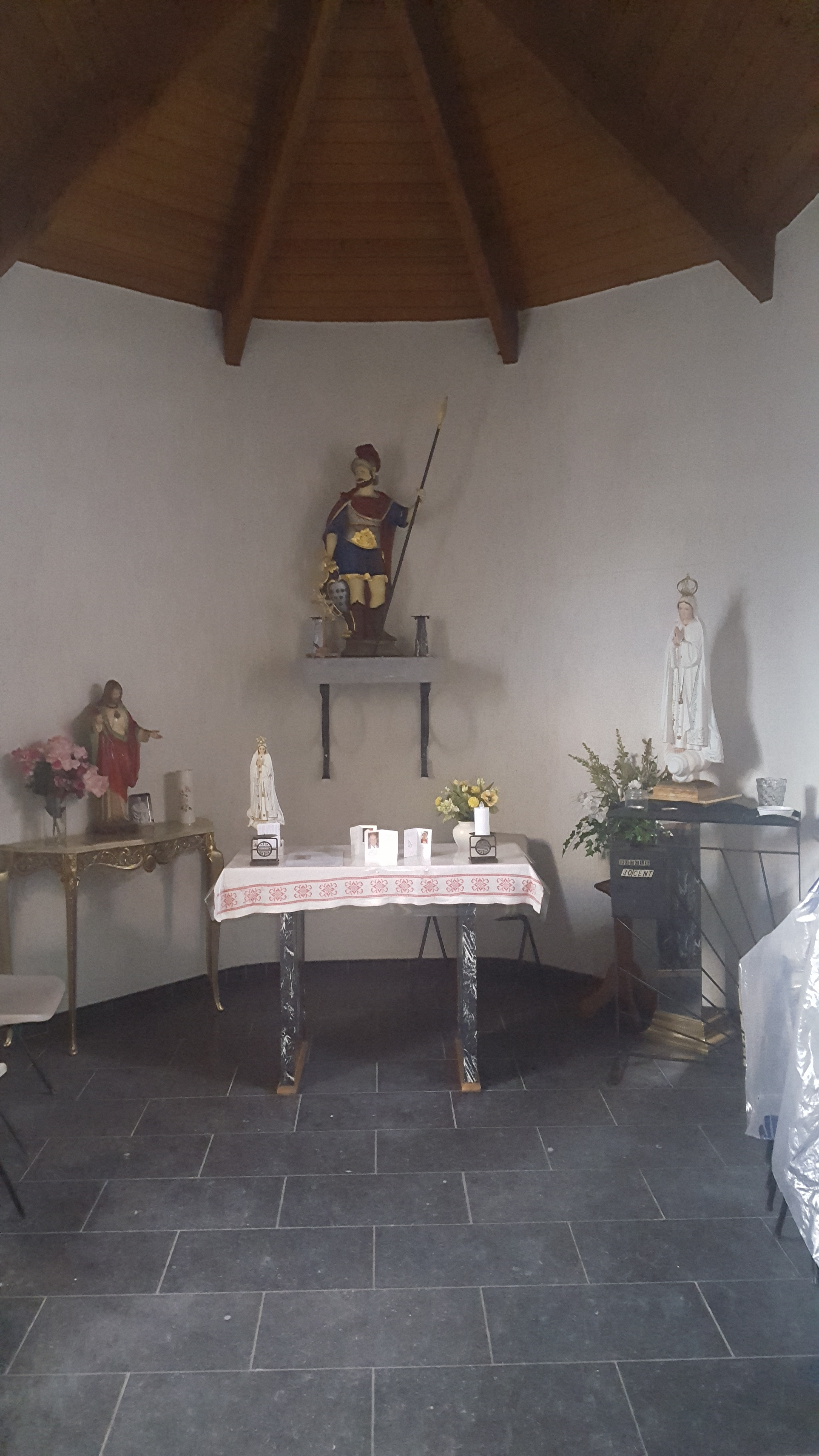
Interieur met Quirinusbeeld

De Sint-Quirinuskapel (Chapelle Saint-Quirin) is een kapel in het tot de deelgemeente Membach van de Belgische gemeente Baelen behorende buurtschap Perkiets, gelegen aan de Rue de la Station.
Hoewel er mogelijk al een oudere kapel in deze plaats bestond, stamt de huidige kapel van 1862, toen hij werd herbouwd door Charles Corman. Het is een eenvoudig gebouwtje van natuursteenblokken, onder zadeldak, met een driezijdig afgesloten koor en voorzien van een achthoekige dakruiter.
Het hoofdaltaar is van het laatste decennium der 18e eeuw. Het bevat een gepolychromeerd houten beeld van Sint-Quirinus.